# Lisa Sheridan
Lisa Sheridan (Macon, Georgia, 1974. december 5. – New Orleans, Louisiana, 2019. február 25.) amerikai színésznő, fotográfus.

## Filmográfia

### Film
| Év   | Cím                     | Szerep            | Megjegyzések |
| ---- | ----------------------- | ----------------- | ------------ |
| 2000 | Beat                    | Sadie             |              |
| 2003 | Pirates                 | ismeretlen szerep | rövidfilm    |
| 2003 | Carolina                | Debbie            |              |
| 2008 | McCartney's Genes       | Claudia Robertson |              |
| 2012 | Tiny Little Words       | nő                | rövidfilm    |
| 2014 | Elsa & Fred             | doktor            |              |
| 2014 | A Magic Christmas       | Holly Carter      |              |
| 2014 | Sick Day                | Cam anyja         | rövidfilm    |
| 2015 | Only God Can            | Sara              |              |
| 2015 | A Christmas Eve Miracle | Holly Carter      |              |
| 2017 | Only God Can            | Sarah             |              |
| 2018 | Strange Nature          | Kim Sweet         |              |

### Televízió
| Év        | Magyar cím                        | Eredeti cím                    | Szerep              | Megjegyzések                                  |
| --------- | --------------------------------- | ------------------------------ | ------------------- | --------------------------------------------- |
| 1997      | Egyről a kettőre                  | Step by Step                   | Bonnie              | 1 epizód                                      |
| 1998      | Sírig tartó barátság              | Any Day Now                    | Donna Bishop        | 1 epizód                                      |
| 1998–1999 | Örökség                           | Legacy                         | Vivian Winters      | visszatérő szereplő                           |
| 1999      | Halálbiztos diagnózis             | Diagnosis: Murder              | Lisa                | 1 epizód                                      |
| 2000–2001 |                                   | FreakyLinks                    | Chloe Tanner        | főszereplő (13 epizód)                        |
| 2003      | Ügyvédek                          | The Practice                   | Karen Evanson       | 1 epizód                                      |
| 2004      | Las Vegas                         | Las Vegas                      | Christina Fuentes   | 1 epizód                                      |
| 2004      | A Helyszínelők                    | CSI: Crime Scene Investigation | Crystal Coombs      | 1 epizód                                      |
| 2004      | Monk – A flúgos nyomozó           | Monk                           | Lizzie Talvo        | 1 epizód                                      |
| 2005      | Nyomtalanul                       | Without a Trace                | Beth Hobson         | 1 epizód                                      |
| 2005      | Mrs. Klinika                      | Strong Medicine                | Max                 | 1 epizód                                      |
| 2005–2006 | Rejtélyek városa                  | Invasion                       | Larkin Groves       | főszereplő (22 epizód)                        |
| 2007      | 4400                              | The 4400                       | Shannon             | 1 epizód                                      |
| 2007      | Holdfény                          | Moonlight                      | Julia Stevens       | 1 epizód                                      |
| 2007      | Az utazó                          | Journeyman                     | Dr. Theresa Sanchez | visszatérő szereplő (6 epizód)                |
| 2007      |                                   | Conspiracy                     | Samantha Cross      | 1 epizód                                      |
| 2007–2008 | CSI: Miami helyszínelők           | CSI: Miami                     | Kathleen Newberry   | 3 epizód                                      |
| 2008      | Shark – Törvényszéki ragadozó     | Shark                          | Marcy Danner        | 1 epizód                                      |
| 2008      |                                   | Saving Grace                   | Michelle            | 1 epizód                                      |
| 2009      | A mentalista                      | The Mentalist                  | Dr. Brooke Harper   | 1 epizód                                      |
| 2009      | NCIS                              | NCIS                           | Krista Dalton       | 1 epizód                                      |
| 2010      | Csodák pedig vannak               | Healing Hands                  | Alice               | - tévéfilm - magyar hangja Kisfalvi Krisztina |
| 2011      | CSI: New York-i helyszínelők      | CSI: NY                        | Natalie Dalton      | 1 epizód                                      |
| 2011      | Doktor Addison                    | Private Practice               | Angela Windsor      | 1 epizód                                      |
| 2012      |                                   | Home Invasion                  | Nicole Johnson      | tévéfilm                                      |
| 2013      | Botrány                           | Scandal                        | Marion Caldwell     | 1 epizód                                      |
| 2013      | Észlelés                          | Perception                     | Rebecca Abbott      | 1 epizód                                      |
| 2014      |                                   | Category 5                     | Ellie DuPuis        | tévéfilm                                      |
| 2014      | Halt and Catch Fire – CTRL nélkül | Halt and Catch Fire            | Rebecca Taylor      | 2 epizód                                      |
| 2014      |                                   | Taken Away                     | Sarah Martin        | tévéfilm                                      |
| 2016      |                                   | The Fosters                    | Nicole              | 1 epizód                                      |
| 2016      |                                   | Still the King                 | Pamela              | 3 epizód                                      |
| 2016      |                                   | Murder in the First            | Laura Clark         | 1 epizód                                      |

## Fordítás
- Ez a szócikk részben vagy egészben  a   Lisa Sheridan című angol Wikipédia-szócikk fordításán alapul.  Az eredeti cikk szerkesztőit annak laptörténete sorolja fel. Ez a jelzés csupán a megfogalmazás eredetét és a szerzői jogokat jelzi, nem szolgál a cikkben szereplő információk forrásmegjelöléseként.